# Nhu cầu oxy hóa học
Trong hóa học môi trường, chỉ tiêu và thử nghiệm nhu cầu oxy hóa học (COD - viết tắt từ tiếng Anh: chemical oxygen demand) được sử dụng rộng rãi để đo gián tiếp khối lượng các hợp chất hữu cơ có trong nước. Phần lớn các ứng dụng của COD xác định khối lượng của các chất ô nhiễm hữu cơ tìm thấy trong nước bề mặt (ví dụ trong các con sông hay hồ), làm cho COD là một phép đo hữu ích về chất lượng nước. Nó được biểu diễn theo đơn vị đo là miligam trên lít (mg/L), chỉ ra khối lượng oxy cần tiêu hao trên một lít dung dịch. Các nguồn tài liệu cũ còn biểu diễn nó dưới dạng các đơn vị đo khác như phần triệu (ppm). 

## Tổng quan
Nền tảng cho thử nghiệm COD là gần như mọi hợp chất hữu cơ đều có thể bị oxy hóa đầy đủ để tạo ra dioxide cacbon bằng các chất oxy hóa mạnh trong các điều kiện axít. Khối lượng oxy cần thiết để oxy hóa một hợp chất hữu cơ thành dioxide cacbon, amonia và nước được thể hiện dưới dạng tổng quát là:
{\displaystyle {\mbox{C}}_{n}{\mbox{H}}_{a}{\mbox{O}}_{b}{\mbox{N}}_{c}+\left(n+{\frac {a}{4}}-{\frac {b}{2}}-{\frac {3}{4}}c\right){\mbox{O}}_{2}\rightarrow n{\mbox{CO}}_{2}+\left({\frac {a}{2}}-{\frac {3}{2}}c\right){\mbox{H}}_{2}{\mbox{O}}+c{\mbox{NH}}_{3}}
Công thức này không bao gồm nhu cầu oxy gây ra từ quá trình oxy hóa amonia thành nitrat. Quá trình chuyển hóa amonia thành nitrat được gọi là nitrat hóa. Dưới đây là phương trình chính tắc để oxy hóa amonia thành nitrat.
{\displaystyle {\mbox{N}}{\mbox{H}}_{3}+2{\mbox{O}}_{2}\rightarrow {\mbox{N}}{\mbox{O}}_{3}^{-}+{\mbox{H}}_{3}{\mbox{O}}^{+}}
Phương trình thứ hai này nên được áp dụng sau phương trình thứ nhất để gộp cả quá trình oxy hóa trong sự nitrat hóa nếu như nhu cầu oxy từ việc nitrat hóa phải được biết đến. Dicromat không oxy hóa amonia thành nitrat, vì thế quá trình nitrat hóa này có thể bỏ qua một cách an toàn trong thử nghiệm nhu cầu oxy hóa học tiêu chuẩn.
Tổ chức tiêu chuẩn hóa quốc tế (ISO) miêu tả phương pháp tiêu chuẩn để đo nhu cầu oxy hóa học trong ISO 6060 .

## Lịch sử
Trong nhiều năm, tác nhân oxy hóa mạnh là pemanganat kali (KMnO4) đã được sử dụng để đo nhu cầu oxy hóa học. Các phép đo đã được gọi là oxy bị tiêu thụ từ pemanganat, hơn là nhu cầu oxy của các chất hữu cơ. Tính hiệu quả của pemanaganat kali trong việc oxy hóa các hợp chất hữu cơ bị dao động khá lớn, và trong nhiều trường hợp thì giá trị các phép đo nhu cầu oxy hóa sinh học (BOD) lại lớn hơn cả các giá trị thu được từ các phép đo theo COD. Điều này chỉ ra rằng pemanganat kali không thể có hiệu quả trong việc oxy hóa tất cả các chất hữu cơ có trong dung dịch nước, làm cho nó trở thành một tác nhân tương đối kém trong việc xác định chỉ số COD.
Kể từ đó, các tác nhân oxy hóa khác như sulfat xêri, iodat kali hay dicromat kali đã được sử dụng để xác định COD. Trong số này, dicromat kali (K2Cr2O7) đã thể hiện là có hiệu quả nhất: nó tương đối rẻ, dế dàng tinh chế và có khả năng gần như oxy hóa hoàn toàn mọi chất hữu cơ.

## Sử dụng dicromat kali
Dicromat kali là một tác nhân oxy hóa mạnh trong các điều kiện axít (Tính axít có thể tăng lên bằng cách thêm vào một chút axít sulfuric). Phản ứng của dicromat kali với các hợp chất hữu cơ như sau:
{\displaystyle \mathrm {C_{n}H_{a}O_{b}N_{c}\ +\ dCr_{2}O_{7}^{2-}\ +\ (8d\ +\ c)H^{+}\rightarrow nCO_{2}\ +\ {\frac {a+8d-3c}{2}}H_{2}O\ +\ cNH_{4}^{+}\ +\ 2dCr^{3+}} }
trong đó d = 2n/3 + a/6 - b/3 - c/2. Phổ biến nhất, một dung dịch 0,25 N dicromat kali được sử dụng để xác định COD, mặc dù đối với các mẫu với COD dưới 50 mg/L thì nồng độ thấp hơn của dicromat kali được ưa chuộng hơn.
Trong quá trình oxy hóa các hợp chất hữu cơ tìm thấy trong mẫu nước, dicromat kali bị khử, tạo ra Cr3+. Khối lượng của Cr3+ được xác định sau khi tiến trình oxy hóa đã hoàn thành, và nó được sử dụng như là phép đo gián tiếp hàm lượng hữu cơ của mẫu nước.

### Mẫu trắng
Do phép đo COD về nhu cầu oxy của các hợp chất hữu cơ trong mẫu nước, nên một điều quan trọng là không thể có chất hữu cơ nào khác từ bên ngoài có thể ngẫu nhiên thêm vào trong mẫu cần đo. Để kiểm soát điều này, cái gọi là mẫu rỗng là cần thiết trong xác định COD (cũng như trong phép đo BOD). Một mẫu rỗng được tạo ra bằng cách thêm mọi thuốc thử (chẳng hạn axít và tác nhân oxy hóa) vào trong một thể tích nước cất. COD được đo cho cả mẫu nước và cho mẫu rỗng, và hai chỉ số này được đem so sánh với nhau. Nhu cầu oxy trong mẫu rỗng được trừ đi từ COD cho mẫu ban đầu để đảm bảo đo chính xác các chất hữu cơ.

### Đo lượng dư thừa
Để mọi chất hữu cơ bị oxy hóa hết thì một lượng dư thừa của dicromat kali (hay bất kỳ tác nhân oxy hóa nào) phải tồn tại trong dung dịch. Khi quá trình oxy hóa đã kết thúc, khối lượng dicromat kali dư thừa phải được đo lại để đảm bảo là lượng Cr3+ có thể được xác định với độ chính xác cao. Để làm điều này, lượng dicromat kali dư được chuẩn độ với sulfat amoni sắt (viết tắt: FAS, công thức Fe[SO4].[NH4]2[SO4].6H2O) cho đến khi mọi tác nhân oxy hóa dư thừa bị khử hết thành Cr3+. Thông thường, chỉ thị màu oxy hóa-khử Ferroin cũng được thêm vào trong quá trình chuẩn độ này. Khi mọi lượng dicromat dư thừa đã bị khử hết thì chỉ thị màu Ferroin đổi màu từ lục-lam sang nâu ánh đỏ. Khối lượng của sulfat amoni sắt đã bổ sung là tương đương với lượng dicromat kali dư thừa đã được thêm vào trong mẫu gốc.

### Tính toán
Công thức sau được dùng để tính chỉ số COD:
{\displaystyle COD={\frac {8000(b-s)n}{The\ tich\ mau\ thu}}}
trong đó b là thể tích của FAS đã sử dụng trong mẫu rỗng, s là thể tích của FAS trong mẫu gốc, n là đương lượng gam của FAS, The tich mau thu là thể tích của mẫu thử. Nếu mi li lít được sử dụng cho các thể tích thì kết quả của phép tính toán COD là mg/L.

## Nhiễu vô cơ
Một số mẫu nước chứa nhiều các chất vô cơ có khả năng oxy hóa cao và có thể gây nhiễu trong việc xác định COD. Do có nồng độ cao trong phần lớn các loại nước thải nên chloride thông thường là nguồn quan trọng nhất trong việc gây nhiễu. Phản ứng của nó với dicromat kali như sau:
{\displaystyle \mathrm {6Cl^{-}+Cr_{2}O_{7}^{2-}+14H^{+}\rightarrow 3Cl_{2}+2Cr^{3+}+7H_{2}O} }
Do vậy, trước khi thêm các thuốc thử khác, sulfat thủy ngân có thể thêm vào mẫu để loại trừ sự gây nhiễu của chloride.
Bảng sau liệt kê một số các chất vô cơ có thể gây nhiễu. Bảng cũng liệt kê các hóa chất có thể sử dụng để loại trừ việc gây nhiễu này và các hợp chất được tạo ra khi các phân tử vô cơ gây nhiễu bị loại bỏ.
| Phân tử vô cơ | Bị loại bỏ bởi   | Chất sau loại bỏ   |
| ------------- | ---------------- | ------------------ |
| Chloride      | Sulfat thủy ngân | Chloride thủy ngân |
| Nitrit        | Axít sulfamic    | Khí N2             |
| Ion sắt II    | -                | -                  |
| Sulfide       | -                | -                  |

## Quy định của chính quyền
Nhiều chính quyền đưa ra các quy định chặt chẽ liên quan tới nhu cầu oxy hóa học tối đa được phép trong nước thải trước khi nó được đưa trở lại môi trường. Ví dụ, tại Thụy Sĩ, nhu cầu oxy hóa học trong khoảng 200-1.000 mg/L phải đạt được trước khi nước thải thông thường hay nước thải công nghiệp có thể đưa vào môi trường tự nhiên  Lưu trữ ngày 10 tháng 3 năm 2004 tại Wayback Machine.